# 拉辛格拉山
拉辛格拉山（義大利語：La Sengla），是中歐的山峰，位於意大利和瑞士接壤的邊境，屬於本寧阿爾卑斯山脈的一部分，海拔高度3,714米，每年平均降雨量1,358毫米。